# 長期共振
長期共振是軌道共振的一種型態。 
長期共振發生於兩個軌道之間的同步（近日點的進動，頻率g，或升交點，頻率 s，或兩者都有）引發的進動。小天體與相較之下很大天體（例如行星）的長期共振，與大天體所消耗的速度是一樣的。在相對較短的時段（100萬年，或這樣）的長期共振會改變小天體的離心率和軌道傾角。
長期共振的影響是對小行星帶內小行星軌道長期演進 (百萬年或更長) 的最主要研究範圍。 
可以區分為兩者中之一的
- 線性長期共振：一個天體和單獨一個大攝動天體（例如行星），像是土星和小行星的ν6 = g -g6長期共振；和
- 非線性長期共振：這些是高階共振，通常與線性共振結合在一起，像是z1 = (g -g6) +(s-s6)，或ν6+ν5 =2g -g6-g;5 共振 [1]。

## ν6共振
線性共振的一個明顯的例子是在土星和小行星之間的ν6長期共振。接近它的小行星，離心率會緩慢的增加，直到它們成為接近火星的小行星。此時，它們會因為與火星遭遇而從小行星帶彈出。這種共振形成小行星帶內部和側面邊界的距離大約是2AU和約20°的軌道傾角。